# Ringo Shiina
Ringo Shiina (jap. 椎名 林檎 Shiina Ringo; ur. 25 listopada 1978) – japońska piosenkarka, autorka piosenek, kompozytorka, multiinstrumentalistka i producentka muzyczna. Wokalistka zespołu Tokyo Jihen. Jest jedną z artystek z największą liczbą sprzedanych wydawnictw muzycznych w Japonii.

## Życiorys
Ringo Shiina urodziła się 25 listopada 1978 roku w japońskiej prefekturze Fukuoka. Jej ojciec był pracownikiem firmy naftowej, a matka gospodynią domową. Jako dziecko chciała zostać baletnicą lub pianistką. Następnie chciała zostać piosenkarką.
27 maja 1998 roku Shiina wydała swój pierwszy singiel, Kōfukuron, będący debiutem piosenkarki w wytwórni Toshiba EMI (EMI Music Japan). 24 lutego 1999 roku wydała swój debiutancki album Muzai Moratorium, który okazał się sukcesem. Sprzedano ponad 1 mln egzemplarzy. 31 marca 2000 r. wydała swój drugi album Shōso Strip, sprzedany w ilości ponad 2 mln egzemplarzy, a 23 lutego 2003 roku wydała trzeci album, Karuki Zamen Kuri no Hana. Następnie założyła zespół „Tokyo Jihen”.

## Dyskografia

### Ringo Shiina

#### Albumy studyjne
| Rok  | Tytuł | Pozycja na liście | Sprzedaż  |
| ---- | --- | ----------------- | --------- |
| 1999 | Muzai Moratorium (jap. 無罪モラトリアム Innocence Moratorium) - Wydany: 24 lutego 1999 - Wytwórnia: Toshiba-EMI/East World | 2                 | 1.433.000 |
| 2000 | Shōso Strip (jap. 勝訴ストリップ) - Wydany: 31 marca 2000 - Wytwórnia: Toshiba-EMI/Virgin Music                            | 1                 | 2.332.000 |
| 2003 | Karuki Samen Kuri no Hana (jap. 加爾基 精液 栗ノ花) - Wydany: 23 lutego 2003 - Wytwórnia: Toshiba-EMI/Virgin Music         | 1                 | 409.000   |
| 2009 | Sanmon Gossip (jap. 三文ゴシップ) - Wydany: 24 czerwca 2009 - Wytwórnia: Toshiba-EMI/Virgin Music                          | 1                 | 202.000   |

#### Cover Albumy
| Rok  | Tytuł | Pozycja na liście | Sprzedaż | Informacja |
| ---- | --- | ----------------- | -------- | ---------- |
| 2002 | Utaite Myōri ~Sono-Ichi~ (jap. 唄ひ手冥利 ～其ノ壱～) - Wydany: 27 maja 2002 - Wytwórnia: Toshiba-EMI/Virgin Music | 1                 | 397.000  | 2CD        |

#### Ścieżka dźwiękowa
| Rok  | Tytuł | Pozycja na liście | Sprzedaż | Informacja                                                               |
| ---- | --- | ----------------- | -------- | ------------------------------------------------------------------------ |
| 2007 | Heisei Fūzoku (jap. 平成風俗) (Shiina Ringo X Neko Saito) - Wydany: 21 lutego 2007 - Wytwórnia: Toshiba-EMI/Virgin Music | 1                 | 175.000  | Współpraca ze skrzypkiem Neko Saito, ścieżkę dźwiękową do filmu Sakuran. |

#### Kompilacje
| Rok  | Tytuł                                                                                             | Pozycja na liście | Sprzedaż | Informacja                       |
| ---- | ------------------------------------------------------------------------------------------------- | ----------------- | -------- | -------------------------------- |
| 2008 | Watashi to Hōden (jap. 私と放電) - Wydany: 2 lipca 2008 - Wytwórnia: EMI Music Japan/Virgin Music | 4                 | 153.000  | B-side kolekcji                  |
| 2008 | MoRA - Wydany: 25 listopada 2008 - Wytwórnia: EMI Music Japan/Virgin Music                        | 32                | 9.000    | Box-set zawiera wszystkie albumy |

#### DVD Albumy
| Rok  | Tytuł | Pozycja na liście | Sprzedaż | Informacja                                                  |
| ---- | --- | ----------------- | -------- | ----------------------------------------------------------- |
| 2007 | Heisei Fūzoku Daiginjō (jap. 平成風俗 大吟醸) (Shiina Ringo X Neko Saito) - Wydany: 25 kwietnia 2007 - Wytwórnia: Toshiba-EMI/Virgin Music | 18                | 10.000   | Wszystkie utwory na Heisei Fūzoku z animowanych teledysków. |
| 2008 | Watashi no Hatsuden (jap. 私の発電) - Wydany: 2 lipca 2008 - Wytwórnia: Toshiba-EMI/Virgin Music                                           | 1                 | 68.000   | Wszystkie utwory na Watashi to Hōden z teledysku.           |
| 2008 | MoRA - Wydany: 25 listopada 2008 - Wytwórnia: EMI Music Japan/Virgin Music                                                                 | 25                | 5.000    | DVD box-set albumu. Wszystkie utwory z wygaszacza ekranu.   |

#### Płyty winylowe
| Rok  | Tytuł | Pozycja na liście | Sprzedaż | Informacja                        |
| ---- | --- | ----------------- | -------- | --------------------------------- |
| 2003 | Karuki Samen Kuri no Hana (jap. 加爾基 精液 栗ノ花) - Wydany: 27 maja 2003 - Wytwórnia: Toshiba-EMI/Virgin Music           |                   |          |                                   |
| 2007 | Heisei Fūzoku (jap. 平成風俗) (Shiina Ringo X Neko Saito) - Wydany: 25 kwietnia 2007 - Wytwórnia: Toshiba-EMI/Virgin Music |                   |          |                                   |
| 2008 | Muzai Moratorium (jap. 無罪モラトリアム) - Wydany: 25 listopada 2008 - Wytwórnia: Toshiba-EMI/Virgin Music                 |                   |          |                                   |
| 2008 | Shōso Strip (jap. 勝訴ストリップ) - Wydany: 25 listopada 2008 - Wytwórnia: Toshiba-EMI/Virgin Music                        |                   |          |                                   |
| 2009 | Saturday night Gossip (jap. サタデーナイトゴシップ) - Wydany: 26 sierpnia 2009 - Wytwórnia: EMI Music Japan/Virgin Music   |                   |          | Alternatywną wersję Sanmon Gossip |

#### Single
| Data wydania         | Tytuł                                                                             | Pozycja na Liście Przebojów | Sprzedaż | Album                     |
| -------------------- | --------------------------------------------------------------------------------- | --------------------------- | -------- | ------------------------- |
| 27 maja 1998         | Kōfukuron (jap. 幸福論) - 8cm CD                                                  | –                           | –        | Muzai Moratorium          |
| 27 października 1999 | Kōfukuron (jap. 幸福論) - 12cm CD                                                 | 10                          | 261.000  | Muzai Moratorium          |
| 9 września 1998      | Kabukicho No Jo-ō (jap. 歌舞伎町の女王)                                           | 50                          | 51.000   | Muzai Moratorium          |
| 20 stycznia 1999     | Koko De Kiss Shite. (jap. ここでキスして。)                                       | 10                          | 309.000  | Muzai Moratorium          |
| 27 października 1999 | Honnō (jap. 本能)                                                                 | 2                           | 997.000  | Shōso Strip               |
| 26 stycznia 2000     | Gibusu (jap. ギブス Gips)                                                         | 3                           | 714.000  | Shōso Strip               |
| 26 stycznia 2000     | Tsumi To Batsu (jap. 罪と罰)                                                      | 4                           | 546.000  | Shōso Strip               |
| 13 września 2000     | Zecchōshū (jap. 絶頂集) - 3 Mini-CD Set                                           | 1                           | 430.000  |                           |
| 27 marca 2001        | Mayonaka Wa Junketsu (jap. 真夜中は純潔)                                          | 2                           | 358.000  |                           |
| 22 stycznia 2003     | STEM – Daimyou asobi hen (jap. 茎 (STEM) ～大名遊ビ編～)                          | 1                           | 187.000  | Karuki Samen Kuri no Hana |
| 25 listopada 2003    | Ringo no Uta (jap. りんごのうた) - z uwzględnieniem premii DVD                    | 2                           | 114.000  |                           |
| 17 stycznia 2007     | Kono Yo no Kagiri (jap. この世の限り) (Shiina Ringo X Neko Saito + Junpei Shiina) | 8                           | 54.000   | Heisei Fūzoku             |
| 27 maja 2009         | Ariamaru Tomi (jap. ありあまる富)                                                 | 3                           | 75.000   |                           |
| 2 listopada 2011     | Carnation (jap. カーネーション)                                                   | 5                           |          |                           |

#### Digital Single
| Data wydania      | Tytuł                                                | Pozycja na Liście Przebojów | Sprzedaż | Album         |
| ----------------- | ---------------------------------------------------- | --------------------------- | -------- | ------------- |
| 11 listopada 2006 | Karisome Otome (jap. カリソメ乙女) (DEATH JAZZ ver.) |                             |          | Sanmon Gossip |

#### Wideografia

##### Koncerty
1. Shèna Ringo live tour Gekokujou Xstasy (7 grudnia 2000)
2. Hatsuiku Status Gokiritsu Japon (7 grudnia 2000)
3. Baishou Ecstasy (27 maja 2003)
4. Electric Mole (17 grudnia 2003)
5. Dai Ikkai Ringohan Taikai no Moyou (21 lutego 2007)
6. Zazen Extasy (17 września 2008)
7. Ringo EXPO 08 (11 marca 2009)

##### Teledyski
1. Seiteki Healing ~Sono-Ichi~ (Sexual Healing Part 1) (VHS: 11 października 1999, DVD: 30 sierpnia 2000)
2. Seiteki Healing ~Sono-Ni~ (Sexual Healing Part 2) (30 sierpnia 2000)
3. Tanpen Kinema Hyaku-Iro Megane (22 stycznia 2003)
4. Seiteki Healing ~Sono-San~ (Sexual Healing Part 3) (20 sierpnia 2003)
5. Heisei Fuuzoku Daiginjou (25 kwietnia 2007)
6. Watashi no Hatsuden (2 lipca 2008)
7. MoRA (25 listopada 2008)
8. Seiteki Healing ~Sono-Yon~ (Sexual Healing Part 4) (26 sierpnia 2009)

### Tokyo Jihen

#### Albumy studyjne
| Rok  | Tytuł | Pozycja na liście | Sprzedaż |
| ---- | --- | ----------------- | -------- |
| 2004 | Kyōiku (jap. 教育 Education) - Wydany: 25 listopada 2004 - Wytwórnia: Toshiba-EMI/Virgin Music              | 2                 | 391.000  |
| 2006 | Otona (jap. 大人 Adult) - Wydany: 26 stycznia 2006 - Wytwórnia: Toshiba-EMI/Virgin Music                    | 1                 | 294.000  |
| 2007 | Goraku (jap. 娯楽 Variety) - Wydany: 26 września 2007 - Wytwórnia: EMI Music Japan/Virgin Music             | 2                 | 175.000  |
| 2010 | Sports (jap. スポーツ) - Wydany: 24 lutego 2010 - Wytwórnia: EMI Music Japan/Virgin Music                   | 1                 | 177.000  |
| 2011 | Daihakken (jap. 大発見 Great Discovery) - Wydany: 29 czerwca 2011 - Wytwórnia: EMI Music Japan/Virgin Music | 1                 | 131.000  |

#### Single
| Data wydania         | Tytuł                                                                           | Pozycja na Liście Przebojów | Sprzedaż | Album     |
| -------------------- | ------------------------------------------------------------------------------- | --------------------------- | -------- | --------- |
| 8 września 2004      | Gunjō Biyori (jap. 群青日和)                                                    | 2                           | 203.000  | Kyōiku    |
| 20 października 2004 | Sōnan (jap. 遭難)                                                               | 2                           | 123.000  | Kyōiku    |
| 2 listopada 2005     | Shuraba (jap. 修羅場)                                                           | 5                           | 110.000  | Adult     |
| 11 lipca 2007        | O.S.C.A.                                                                        | 2                           | 58.000   | Variety   |
| 22 sierpnia 2007     | Killer-tune (jap. キラーチューン)                                               | 5                           | 51.000   | Variety   |
| 2 grudnia 2009       | Nōdōteki sanpunkan (jap. 能動的三分間)                                          | 1                           | 69.000   | Sports    |
| 11 maja 2011         | Sora ga natteiru/Onna no ko wa dare de mo (jap. 空が鳴っている／女の子は誰でも) | 6                           | 54.000   | Daihakken |

#### DVD Single
| Data wydania      | Tytuł                       | Pozycja na Liście Przebojów | Sprzedaż | Album     |
| ----------------- | --------------------------- | --------------------------- | -------- | --------- |
| 21 listopada 2007 | Senkō shōjo (jap. 閃光少女) |                             |          | Daihakken |

#### Wideografia

##### Koncerty
1. „Dynamite in” (13 lipca 2005)
2. „Dynamite out” (17 sierpnia 2005)
3. „Just can’t help it.” (6 września 2006)
4. „Spa & Treatment” (fan club i sieci: 26 marca 2007; w sklepie: 11 sierpnia 2007)
5. „Ultra C” (DVD: 25 sierpnia 2010, Blu-ray: 11 września 2010)

##### Teledyski
1. „tokyo incidents vol.1" (8 grudnia 2004)
2. „Adult Video” (23 marca 2006)
3. „Senko Shojo” (21 listopada 2007)

## Nagrody i wyróżnienia
1999
- Space Shower Music Video Awards 1999 – Best Female Video za teledysk Honnou[1]

2000
- Space Shower Music Video Awards 2000 – Best Female Video za teledysk Tsumi to Batsu[1]
- Japan Record Awards – Best Album za album Shoso Strip
- Japan Gold Disc Award – Rock Album of the Year za album Shoso Strip

2002
- Space Shower Music Video Awards 2002 – Best Animation Video za teledysk Mayonaka wa Junketsu[1]

2004
- Space Shower Music Video Awards 2004 – Best Art Direction Video za teledysk Kuki (STEM) ~Daimyou Asobi Hen~[1]

2005
- Space Shower Music Video Awards 2005 – Best Group Video za teledysk Gunjou Biyori (Tokyo Jihen)[1]

2007
- Nagroda Japońskiej Akademii Filmowej – Music Prize and Excellent Prize dla „Sakuran” (kierownik muzyczny)

2008
- Space Shower Music Video Awards 2008 – Best Technical Works Video za teledysk Killer tune (Tokyo Jihen)[1]

2009
- „Ministerstwo Edukacji, Kultury, Sportu, Nauki i Techniki”'s Award Sztuk Pięknych w kategorii kultury popularnej – The Newcomer Prize of 2009

2010
- Space Shower Music Video Awards 2010 – Best Artist & Best Female Video za teledysk Tsugo no Ii Karada[1]